# Транспортна мережа
Транспортна мережа — реалізація просторової мережі, що відповідає структурі, де відбувається рух транспорту (або вантажів загалом).
Прикладом може бути мережа авто- чи залізничних шляхів, мережа вулиць, трубопроводів, електричних мереж тощо. Транспортні мережі можуть фізично розташовуватись на землі, у морі чи океані, у повітрі (наприклад, мережа авіатранспорту), у перспективі — у космічному просторі (мережа доставки пасажирів і вантажів між планетами).

## Методи
Аналіз потоків вантажів чи людей (наприклад, для визначення пропускної здатності шляхів чи громадського транспорту) здійснюється за допомогою теорії графів. У ньому може поєднуватись аналіз різних видів транспорту і переміщень (наприклад, залізниці, метро і прогулянки в межах одного маршруту). Аналіз транспортних мереж, як правило, вивчається в рамках транспортної інженерії.